# STS Kids
STS Kids (en russe : СТС Kids) est une chaîne de télévision russe pour enfants lancée par le groupe « STS Media » (en russe : СТС Media).
La chaîne commencé à diffuser sur les réseaux câblés le 6 juillet 2018,.

## Histoire
Le projet sur le lancement de la chaîne STS Kids était encore en 2013. Son lancement était prévu en même temps que STS Love (en russe : СТС Love), dont la diffusion a commencé en avril 2014 mais a ensuite échoué.
En janvier 2019, STS Media créé la Direction de l'animation, chargée de développer ses propres projets d'animation: à la fois la continuation des précédents et la création de nouveaux projets, dont certains devraient être disponibles dès 2019.

## Audience
Le public cible est constitué d'enfants âgés de 6 à 10 ans.

## Émissions
Selon les créateurs, les recommandations des experts de la faculté de psychologie de l'Université d'État de Moscou,,,, sont prises en compte lors de l'établissement du réseau de transmission.
Il a été rapporté que au stade initial, la plupart du contenu pour une nouvelle chaîne de télévision prévoit d'acheter des studios étrangers, tels que Universal, 41 Entertainment, Portfolio Entertainment, Lagardère, ZDF Entreprises. Il était également prévu de montrer des caricatures soviétiques réalisées par le studio Soyouzmultfilm et la série Yeralash. STS Media prévoyait ensuite de développer sa propre production d’animation et la première de sa propre série animation « Princesse » aurait lieu la même année en 2018.
Il existe également des programmes éducatifs sur la chaîne.
Parmi les projets étrangers sur la chaîne STS Kids : 
- Les aventures du chat botté
- Famille Kruds
- Roi Julian ! L'Élu des lémurs
- Casper : L'École de la peur
- Turbo: équipe éclair
- Dinotraks
- Le Chat dans le chapeau
- Les aventures de M. Peabody et Sherman
- Spirit : Au galop en toute liberté
- Les Chroniques de Zorro
- Tarzan et Jane[2]

Et pour l'essentiel du contenu étranger, la piste audio d'origine est disponible. Par conséquent, en passant à la langue d'origine, on peut apprendre des langues étrangères,.

## Direction
Le premier dirigeant est Lev Makarov, qui avait déjà dirigé 2×2 et, depuis 2016, après être passé à STS Media, avec la chaîne Che.

## Prix
Le 20 novembre 2018, la chaîne CTC Kids a remporté le prix national russe dans le domaine de la télévision par satellite, par câble et sur Internet le Rayon d'or.
La conception de la chaîne a été mise au point sous la direction de Kira Lascari, directrice générale de la chaîne STS Love, au moment où STS Kids a obtenu le prix du « Meilleur logo » à la cérémonie européenne des Promax BDA Europe Awards 2018 pour les autres travaux de son équipe Ütter design, le logo STS Love,
En 2019, STS Kids a reçu le prix « TEFI-KIDS » dans la nomination « La meilleure chaîne de télévision pour enfants ».